# La Grandville
La Grandville é uma comuna francesa na região administrativa de Grande Leste, no departamento Ardenas. Estende-se por uma área de 10,04 km². Em 2010 a comuna tinha 815 habitantes (densidade: 81,2 hab./km²).